# Cecilia Freire
Cecilia Freire Peñas (17 de noviembre de 1981, Madrid, Comunidad de Madrid, España) es una actriz española, conocida especialmente por interpretar a Blanca Román en Física o química (2008-2009), a Rita Montesinos en Velvet (2014-2016) y a Ángela López Castaño en La otra mirada.

## Biografía
De pequeña tenía vocación de actriz y por eso empezó a estudiar interpretación a los 14 años.
Ha trabajado como actriz de cine, teatro y televisión. En 2008 se hizo muy popular por su papel en la última película de Mortadelo y Filemón. Misión: salvar la Tierra. También ha participado en películas como Sin vergüenza en 2001 y 8 citas en 2008.
En teatro, ha trabajado en Londres en la obra Cuento de invierno, mientras que en España lo ha hecho obras como La katarsis del tomatazo y Pero ¿quién mató el teatro?, además de haber hecho sus pinitos en cortos como La habitación de los abrigos, de Nerea Madariaga.
En televisión, trabajó en 2003 en La vida de Rita en La 1, en 2006, en la serie de Telecinco Tirando a dar, que no tuvo demasiado éxito y en el que interpretaba el papel de Violeta, una chica tímida que no habla para nada de su vida privada con los compañeros de trabajo. En 2007 interpretó a Setefilla en Hospital Central en Telecinco.
Entre 2008 y 2009, formó parte de la serie Física o química en Antena 3 en el papel de Blanca, la profesora de literatura del Instituto Zurbarán que la dio a conocer al gran público. Era una de las veteranas y con un personaje de gran peso en las tramas desde siempre, pero dejó la serie para centrarse en su carrera teatral, en la que ya triunfaba en la obra Luz de gas. Blanca, su personaje, dejó el Zurbarán tras ser plantada en el altar y se marcha a Nueva York dejando atrás a su enamorado Berto, a su amiga Irene y a sus alumnos. Volvió al final de la 7ª temporada con motivo del fin de la serie.
En 2010 protagoniza Impares premium y se suma al cortometraje Perra y en 2011 rueda otro corto, Aunque todo vaya mal, el debut en la dirección de la actriz Cristina Alcázar que entró en Física o química justo después de irse ella para encarnar a Marina, la nueva profesora de Filosofía.
En 2012, participó en El club de la comedia en La Sexta como monologuista.
Entre 2014 y 2016, dio vida a Rita Montesinos en la serie de época de Antena 3 Velvet. Su personaje, Rita, es una costurera de las Galerías que junto a sus amigas Ana (Paula Echevarría) y Luisa (Manuela Vellés) y su hermana Clara (Marta Hazas) son conocidas como las 'chicas Velvet'. Freire participa en esta producción durante las cuatro temporadas de la serie. En octubre de 2016 se dieron a conocer los galardonados en la 63.ª edición de los Premios Ondas, donde Cecilia fue premiada como mejor intérprete femenina por su papel de Rita Montesinos en Velvet.
En noviembre de 2016 estrena la película No culpes al karma de lo que te pasa por gilipollas, una comedia dirigida por Maria Ripoll basada en la novela homónima de Laura Norton donde interpreta a Inma.
Desde 2018 protagoniza la serie de TVE La otra mirada, donde interpreta a Ángela López, comparte reparto con actrices como Macarena García, Patricia López Arnáiz y Ana Wagener y es protagonista de un amor clandestino entre dos mujeres en 1920.
En 2019 estrena para Movistar+ la serie Justo antes de Cristo interpretando a Valeria junto con Julián López, César Sarachu, Priscilla Delgado, entre otros. En abril de 2019 se confirma que solo aparecerá en un capítulo de la segunda temporada de La otra mirada tras no haber podido compatibilizar el rodaje con otros proyectos, por tanto su personaje deja de ser principal. A finales de ese mismo año vuelve al universo Velvet para interpretar de nuevo a Rita Montesinos para el Especial de Navidad: Final de Velvet Colección.

## Filmografía

### Cine
| Año  | Título                                              | Personaje              | Director                         |
| ---- | --------------------------------------------------- | ---------------------- | -------------------------------- |
| 2001 | Sin vergüenza                                       | Lara                   | Joaquín Oristrell                |
| 2008 | Mortadelo y Filemón. Misión: Salvar la Tierra       | Corresponsal de la CNN | Miguel Bardem                    |
| 2008 | 8 citas                                             | Nuria                  | Peris Romano y Rodrigo Sorogoyen |
| 2016 | No culpes al karma de lo que te pasa por gilipollas | Inma                   | María Ripoll                     |
| 2017 | Reevolution                                         | Thais                  | David Sousa                      |

### Televisión
| Año             | Título                | Personaje                          | Cadena      | Notas        |
| --------------- | --------------------- | ---------------------------------- | ----------- | ------------ |
| 2006            | Tirando a dar         | Violeta                            | Telecinco   | 7 episodios  |
| 2007            | Hospital Central      | Setefilla                          | Telecinco   | 1 episodio   |
| 2008            | Impares               | Lola                               | Antena 3    | 13 episodios |
| 2008-2009; 2011 | Física o química      | Blanca Román Hernández             | Antena 3    | 48 episodios |
| 2010            | Impares Premium       | Lola                               | Neox        | 10 episodios |
| 2014-2016       | Velvet                | Margarita "Rita" Montesinos Martín | Antena 3    | 55 episodios |
| 2018-2019       | La otra mirada        | Ángela López Castaño               | TVE         | 15 episodios |
| 2019-2020       | Justo antes de Cristo | Valeria                            | Movistar+   | 11 episodios |
| 2019            | Velvet Colección      | Margarita "Rita" Montesinos Martín | Movistar+   | 1 episodio   |
| 2022            | La noche más larga    | Manuela Muñoz                      | Netflix     | 6 episodios  |
| 2023            | La chica de nieve     | Iris Molina López                  | Netflix     | 3 episodios  |
| 2024            | Un nuevo amanecer     | Patricia                           | Atresplayer | 8 episodios  |

### Cortometrajes
| Año  | Título                       | Personaje | Director                   |
| ---- | ---------------------------- | --------- | -------------------------- |
| 2005 | La habitación de los abrigos | Clara     | Nerea Madariaga            |
| 2007 | Sobre las sábanas            | Ella      | Iván Cerdán Bermúdez       |
| 2011 | Aunque todo vaya mal         | Emilia    | Cristina Alcázar           |
| 2013 | Solsticio                    | Helena    | Juan Francisco Viruega     |
| 2015 | Los Cárpatos                 | Carolina  | Daniel Remón               |
| 2019 | El cumple                    | Paula     | Pablo Alén y Breixo Corral |
| 2020 | Las grietas                  | Carmen    | Valentino R. Sandoli       |

## Premios y nominaciones
Premios Feroz
| Año  | Categoría                             | Trabajo | Resultado |
| ---- | ------------------------------------- | ------- | --------- |
| 2016 | Mejor actriz de reparto de televisión | Velvet  | Nominada  |

Premios Ondas
| Año  | Categoría                                     | Trabajo | Resultado |
| ---- | --------------------------------------------- | ------- | --------- |
| 2016 | Mejor intérprete femenina de ficción nacional | Velvet  | Ganadora  |

Premios de la Unión de Actores
| Año  | Categoría                             | Trabajo | Resultado |
| ---- | ------------------------------------- | ------- | --------- |
| 2015 | Mejor actriz secundaria de televisión | Velvet  | Nominada  |

Fotogramas de Plata
| Año  | Categoría                  | Trabajo | Resultado |
| ---- | -------------------------- | ------- | --------- |
| 2016 | Mejor actriz de televisión | Velvet  | Nominada  |
| 2014 | Mejor actriz de televisión | Velvet  | Nominada  |